# Quercus lenticellata
Quercus lenticellata är en bokväxtart som beskrevs av Euphemia Cowan Barnett. Quercus lenticellata ingår i släktet ekar, och familjen bokväxter. Inga underarter finns listade.